# ふるさと (嵐の曲)
「ふるさと｣ は､ 日本の男性アイドルグループ、嵐の楽曲。嵐の2015年のアルバム『Japonism』の通常盤に収録されている。
ここでは、本曲をモチーフにしたテレビドラマについても記述する。

## 概要
2010年のNHK『第61回NHK紅白歌合戦』内の企画「僕たちのふるさとニッポン」のために制作された楽曲である。その際には歌詞は1番のみであったが、のちに2番がその時々で歌詞を変えて制作された。
- 2011年に、作詞者の小山監修のイベント『嵐のワクワク学校』の校歌として「ここに～」で始まる2番を書き下ろし[3]
- 2011年の『第62回NHK紅白歌合戦』のために新たに「写真の～」で始まる2番を書き下ろし[4][5]
- 2012年に、翌年の第80回NHK全国学校音楽コンクール小学校の部の課題曲に選ばれたのを機に、新たに「朝焼け～」で始まる2番を書き下ろし（オリジナルフルバージョン）[6]
- NHK全国学校音楽コンクール課題曲（オリジナルフルバージョンの2番から始まり、曲の長さなどに違いがある）[7][8]

オリジナルフルバージョンが嵐のアルバム『Japonism』〈通常盤〉（2015年10月21日発売）に収録されている。
2010年の『第61回NHK紅白歌合戦』では嵐が出場歌手と共に合唱した。2011年の『第62回NHK紅白歌合戦』では櫻井翔がピアノの伴奏をして嵐と出場歌手で合唱、2012年の『第63回NHK紅白歌合戦』では嵐だけで歌唱、2013年の『第64回NHK紅白歌合戦』では嵐と全国の小学生で合唱、2014年の『第65回NHK紅白歌合戦』では嵐と出場歌手で合唱した。2016年の『第67回NHK紅白歌合戦』では2年ぶりに全員合唱された。
2013年の第80回NHK全国学校音楽コンクール小学校の部の課題曲に選ばれ、コンクール開催80回記念として同年9月23日にNHK総合テレビにて本曲をモチーフとしたドラマ『はじまりの歌』が放送された。また同年4月および5月の『みんなのうた』新曲として本曲が放送された。小学校の部の課題曲が『みんなのうた』に採用されるのは本曲が初めてとなり、『みんなのうた』で「ふるさと」というタイトルの曲名では、この曲が3曲目になる。放送で使用されたアニメーションは、番組6回目の参加となる坂井治が制作を手掛け、音符のデザインは、大塚いちおが手掛けた。
2011年から2020年まで開催された『嵐のワクワク学校』では校歌として使用された。
2011年のNHKのミニ音楽番組『歌でつなごう 〜被災者のみなさんへ〜』において本曲が使用され、同年5月3日放送のNHK総合テレビ『歌でつなごう 〜いま、あなたに届けたい〜』で嵐が本曲を歌唱した。
2016年には熊本地震の被災者へ向けた嵐出演の応援メッセージCMに本曲が使用された。
2016年10月10日放送のNHK総合テレビ『嵐スタジアム』のエンディングで嵐と全出演者で本曲を合唱した。
2016年12月7日放送のフジテレビ系列『2016 FNS歌謡祭』にて嵐が松下奈緒と宮本笑里の演奏とのコラボレーションで、民放番組で初披露した。
2017年8月27日放送の日本テレビ系列『24時間テレビ40 「愛は地球を救う」』で本曲が使用された。

## 作者
- 作詞：小山薫堂[1]
- 作曲：youth case[1]

## テレビドラマ
「特集ドラマ はじまりの歌」は2013年9月23日に総合テレビで放映されたドラマ。NHK全国学校音楽コンクール開催80回を記念し、小学校の部・課題曲「ふるさと」をモチーフに制作された。

### キャスト
- 中原航 - 松本潤
- 井町夏香 - 榮倉奈々
- 中原美波 - 戸田菜穂
- 阿武栄介 - 尾上寛之
- 藤田青爾 - 石田卓也
- 藤田芽衣子 - 徳永えり
- 中原蒼太 - 鏑木海智
- 宮田悦郎 - 山寺宏一
- 山根まりか - 八木優希
- 神谷ミキ - 由紀さおり→清水ミチコ
- 中原弘 - 國村隼
- 市場のセリ人 - 一岡裕人
- 看護師 - 坂東七笑
- 航の母（遺影） - 保谷果菜子
- 合唱団の子供たち - 熊倉結菜、岸田海音、黒木璃七、三善来奈、鈴木彩香、東房大河、梅田希、佐藤元大
- 小学生の航 - 大嶋康太
- 小学生の夏香 - 松浦愛弓
- 中学生の美波 - 大出菜々子

### スタッフ
- 作 - 荒井修子
- 音楽 - 白石めぐみ
- 企画協力 - 小山薫堂
- 出演 - リル・レイ・ダンススタジオ、劇団さくら組、テアトルアカデミー、NHK東京児童合唱団
- 撮影協力 - 山口県フィルム・コミッション、山口県萩市、萩市立明倫小学校
- 合唱指導 - 金田典子
- 写真指導・撮影 - 太田好治
- ピアノ指導 - 鈴木奈緒
- 写真提供 - マキタオモリツグ
- 山口ことば指導 - 一岡裕人
- 操船指導 - 小池清
- 萩焼指導 - 玉村信一
- 制作統括 - 土屋勝裕、岩谷可奈子
- 美術 - 西川彰一
- 技術 - 小倉忠
- 音響効果 - 坂本愛
- 撮影 - 相馬和典
- 照明 - 鈴木岳
- 音声 - 中村進一
- 映像技術 - 市川尚志
- 美術進行 - 西村修司
- 記録 - 野田茂子
- 編集 - 田中美砂
- 演出 - 笠浦友愛